# Sainte-Marie-de-Cuines
Sainte-Marie-de-Cuines – miejscowość i gmina we Francji, w regionie Owernia-Rodan-Alpy, w departamencie Sabaudia.
Według danych na rok 1990 gminę zamieszkiwało 510 osób, a gęstość zaludnienia wynosiła 34 osób/km² (wśród 2880 gmin regionu Rodan-Alpy Sainte-Marie-de-Cuines plasuje się na 1137. miejscu pod względem liczby ludności, natomiast pod względem powierzchni na miejscu 771.).